# Aphanistes puparum
Aphanistes puparum là một loài tò vò trong họ Ichneumonidae.